# Ceratostylis clathrata
Ceratostylis clathrata är en orkidéart som beskrevs av Joseph Dalton Hooker. Ceratostylis clathrata ingår i släktet Ceratostylis och familjen orkidéer. Inga underarter finns listade i Catalogue of Life.